# Tamar Baruch
Tamar Baruch (Laren (NH), 29 oktober 1959) is een Nederlandse actrice.

## Biografie
Baruch werd geboren in Laren in de provincie Noord-Holland. In 1971 maakte ze op 11-jarige leeftijd haar acteerdebuut met de rol van Suzan Engelmoer in de televisieserie De kleine waarheid met medespeler Willeke Alberti, onder regie van Willy van Hemert. In 1976 speelde de jeugdactrice de rol van Akkie Swaan in een andere populaire televisieserie, Q & Q, samen met Erik van 't Wout en Martin Perels en geregisseerd door Bram van Erkel. In de jaren tachtig ging ze naar Engeland, waar ze een opleiding volgde aan de toneelschool East 15 Acting School in Londen. Ook speelde ze in de Nederlandse speelfilm Bastille de rol van Batseba. Daarna speelde ze voornamelijk kleine rollen in bioscoop- en televisiefilms, gastrollen in televisieseries van Nederlandse bodem alsmede in diverse Franse producties. In Frankrijk ging ze ook wonen. Enkele jaren woonde ze ook in Amsterdam. In die periode speelde ze onder meer de rol van Christine in de comedyserie Willemspark, geregisseerd door Antoinette Beumer en Remy van Heugten. Baruch leende haar stem aan enkele animatiefilms en series waaronder de Japanse animatieserie De familie Robinson en Nemo. In de jaren tachtig en negentig deed ze ook theaterwerk. In 2019 spreekt ze de stem van Juju (en speelde ze fysiek die rol ) uit de videogame Wolfenstein: Youngblood in en speelt ze een rol in de Franse film Budapest. In 2023 Speelt Tamar de rol van de non Amara in The Nun 2 door Michael Chaves. In 2019-2020 Speel Tamar de gangster Jaures in de Serie Netflix FR Family Business. Ze speelt in 2023 de rol van Bibi Agostini op SKY-TV/AMC/Netflix UK  Serie Gangs of London 2.